# Szápár
Szápár là một thị trấn thuộc hạt Veszprém, Hungary. Thị trấn này có diện tích 7,09 km², dân số năm 2010 là 500 người, mật độ 71 người/km².